# Grube Petersberg
Die Grube Petersberg ist eine ehemalige Buntmetallerzgrube im Bensberger Erzrevier in Overath. Sie lag zwischen den Ortschaften Griesbalken und Kotten in Heiligenhaus.

## Geschichte
Das Mutungsgesuch für das Grubenfeld Petersberg stammt vom 21. Februar 1868 durch die Gesellschaft Altenberg. Am 28. April 1868 war die Schlussbesprechung, mit der die Bauwürdigkeit des Grubenfeldes bestätigt wurde. Daraufhin erfolgte am 29. Mai 1868 die Verleihung auf Bleiglanz und Zinkblende. Der Fundpunkt lag zwischen Griesbalken und Kotten im so genannten Balkensiefen. In den Akten wird die Grube sowohl unter den „gebauten Gängen“  als auch unter den „nicht gebauten Gängen“ aufgeführt.